# Kenjutsu

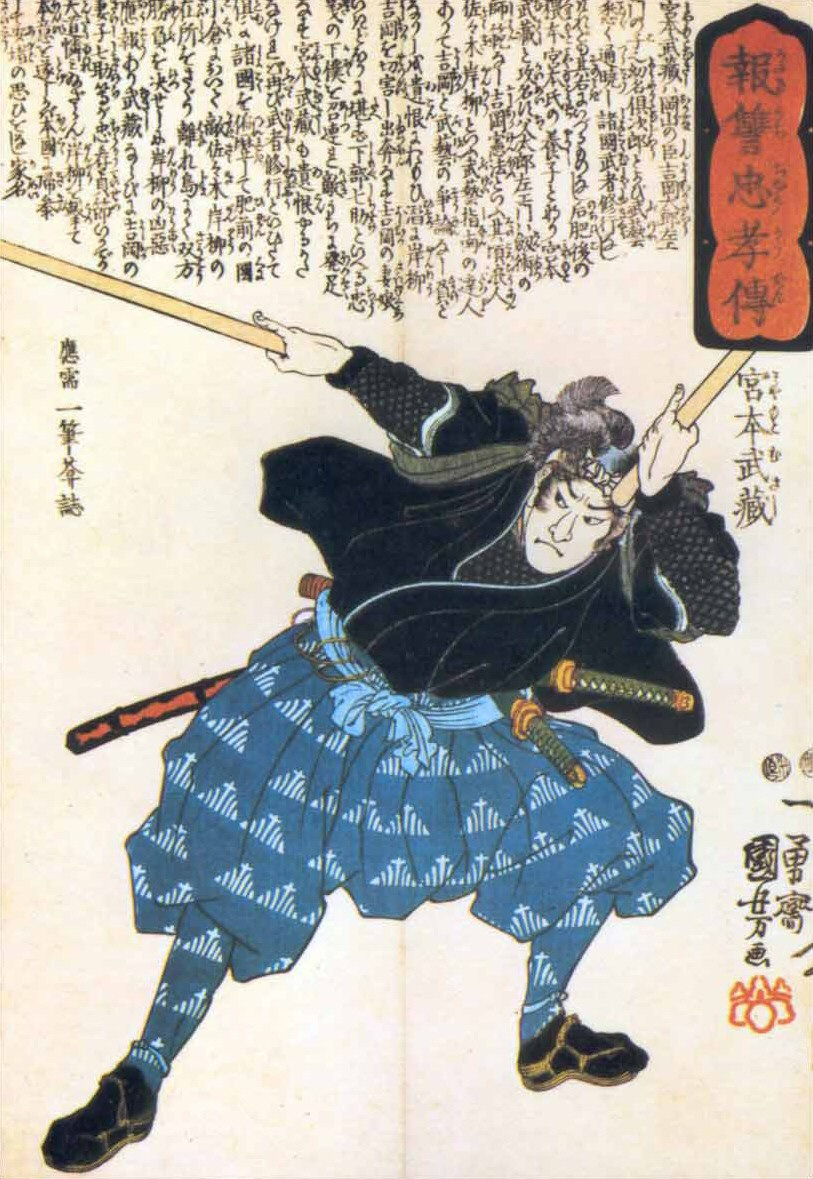
Miyamoto Musashi est un des samouraïs les plus emblématiques du kenjutsu. Il est célèbre pour sa technique des deux sabres encore enseignée dans la Hyōhō niten ichi ryū (estampe de Utagawa Kuniyoshi).

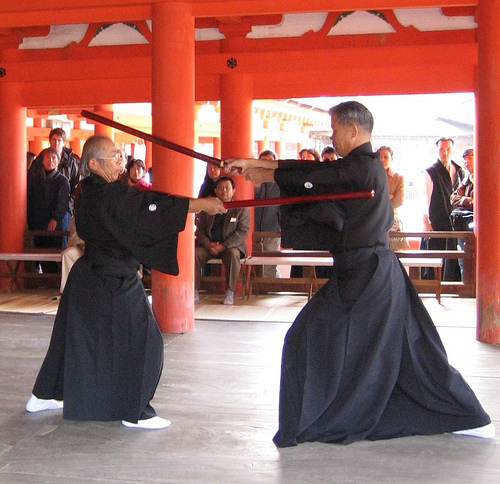
Deux maîtres de kenjutsu exécutent leur kata au temple de Itsukushima-jinja sur l'île sacrée de Miyajima. Notez leur bokken spéciaux recouverts de cuir. Ils représentent leur koryū devant leurs pairs de la Nihon Kobudo Kyokai.

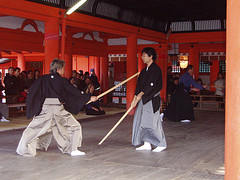
Kata au bokken, Hyoho Niten Ichi Ryu kenjutsu, à Itsukushima Jinja

Le kenjutsu (剣術, litt. « technique du sabre ») est l'art du sabre des samouraïs. Il appartient aux  anciens arts martiaux japonais et entre dans la catégorie des bujutsu, les techniques guerrières du Japon féodal. Le kenjutsu est seulement enseigné dans les écoles anciennes ou koryū. Il est enseigné par le sōke (grand maître) ou les enseignants ayant reçu l'autorisation de ce dernier, directement ou indirectement pour les écoles plus répandues.
On pratique le kenjutsu généralement sans protections même si parfois on trouve des protections de main ou de tête. L'entraînement se fait à deux avec un bokken  ou un shoto. Au niveau le plus élevé, il est exécuté avec un katana ou un wakizashi.

## Une transmission dekoryū
Au Japon, les écoles anciennes d'arts martiaux (koryū) se sont particulièrement développées au lendemain de la victoire de la dynastie Tokugawa en 1615, même si les plus anciennes remontent au XIIe siècle. Au centre de leur enseignement, on retrouve généralement le kenjutsu (art du sabre, qui était l'arme privilégiée du samouraï). Dans un Japon maintenu en paix, la classe des samouraïs se trouva détournée du champ de bataille et eut la possibilité d'employer son énergie à perfectionner son savoir-faire, les arts martiaux anciens ou bujutsu. Ces koryū se développèrent en se structurant autour de l'expérience guerrière de leur fondateur. La Nihon Kobudo Kyokai est une association japonaise dont le but est la préservation et le développement des koryū et donc du kenjutsu.

### Enseignement
L'enseignement du kenjutsu se fait uniquement par les katas. Le but de l'enseignement du kenjutsu est certes une efficacité certaine, mais tout aussi certainement une transmission sans faille, d'où :
- transmission de l'efficacité,
- efficacité de la transmission.

#### Enseignement sur mesure
L'enseignement du kenjutsu se fait au sein d'une koryū. Le grand maître, sōke, enseigne quand tous les autres sont des élèves. Un seul enseignant et ses élèves, voilà la structure d'une koryū. Le sōke dispense son enseignement comme il l'entend et chacun reçoit selon la volonté du sōke. Il s'ensuit que ce que l'un apprend et comment il l'apprend peut être tout à fait différent de ce que reçoit son voisin ! À partir de cette observation, on déduit rapidement qu'il existe des niveaux d'enseignement. On raccourcit alors en désignant ce qui est « accessible au plus grand nombre » en l'appelant exotérique et ce qui est supposé « transmis aux avancés » et que l'on désigne par ésotérique. Certaines écoles ont un double enseignement quand d'autres en ont un « sur mesure ».

#### Enseignement double
Avec le prolongement d'une ère de paix des Tokugawa puis l'abrogation de la classe des samouraïs avec l'ère Meiji, sur la base des techniques guerrières apparurent des « voies » (budo) qui mettaient plus l'accent sur la maîtrise intérieure. Si chaque école avait ses façons propres (longueur du sabre, positions du corps, manière de porter les coups, attitude mentale, saisie du sabre, déplacements, types d'entraînement), on peut avancer sans trop d'erreurs que l'enseignement de chaque école possédait un double aspect : exotérique et ésotérique. La connaissance de ces deux versants signait la maîtrise de la transmission. Cette distinction repose sur l'opposition entre l'enseignement accessible à l'ensemble des élèves et celui réservé aux élèves les plus avancés et non pas entre la technique d'un côté et la spiritualité de l'autre. Par l'organisation même de la transmission des connaissances dans les koryū, la dimension spirituelle apparaît après la maîtrise physique du sabre, d'où un lien plus marqué entre spiritualité et techniques plus avancées.

#### Profondeur des bases
Toutefois, dans l'esprit de simplicité qui caractérise le goût japonais, la plus haute spiritualité est à rechercher dans les exercices les plus simples et non dans les raffinements les plus complexes. C'est le travail lui-même sur le sabre et sur soi qui révèle, au fil des décennies et avec l'appui du maître et des anciens, la portée technique et philosophique de l'art. C'est ainsi que la spiritualité est rarement abordé avec les élèves, soit parce qu'ils n'ont pas le niveau suffisant pour aborder la question, soit parce que cette dimension se révèle d'elle-même dans l'étude sans mot dire, soit parce que l'école refuse la nécessité d'aborder le « domaine des dieux ». Toutes les écoles sont indépendantes et il faut prendre garde à toute généralisation abusive.

#### Les textes de références
Les koryū transmettent sur des rouleaux calligraphiés le contenu de l'enseignement. La technique et l'esprit du fondateur de l'école sont transcrits et leur lecture doit être appuyée sur la tradition orale interne à l'école. Certains textes ont atteint le public :
- le Gorin no sho de Miyamoto Musashi est étudié dans la Hyoho Niten Ichi Ryu ;
- le Katsujin ken, le sabre de vie ou les enseignements secrets de la Maison du Shogun de Yagyū Munenori, étudié dans la Yagyu Shinkage Ryu.

#### L'opposition des termesjutsuetdo
Les anciens arts du sabre se nomment jutsu et leur passage aux temps post-Meiji (1868) vers une dénomination do a fait croire une avancée de la technique vers un stade supérieur de la Voie ou Tao en chinois. Cette appellation a été introduite par Kano sensei, fondateur du judo en 1883. Cependant, l'art du sabre et la Voie du sabre ayant existé avant 1868 et ayant été transmis dans des textes de haute volée spirituelle, il est justifié d'établir que le kenjutsu véhicule l'étude de la Voie du sabre malgré l'emploi du suffixe -jutsu, technique. Il faut bien accepter que Miyamoto Musashi, Yagyū Munenori, Ito Ittosaï, Bokuden Tsukahara, Iizasa Ienao, tous tenants du kenjutsu, ont vécu selon la Voie du sabre et l'ont transmise dans leur école.

### Quelques particularités

#### Deux sabres
L'école Hyoho Niten Ichi Ryu (littéralement « l’École de la stratégie des deux Ciels comme une Terre») est héritière du légendaire Miyamoto Musashi ; sa particularité est d'enseigner le maniement des deux sabres nito, katana et wakizashi, simultanément. La Tenshin Shōden Katori Shintō-ryū, la Suiō-ryū, la Shingyoto Ryu et la Tatsumi Ryu possèdent elles aussi leur katas à deux sabres.

#### Une forme dérivée
Le shinobi kenjutsu, forme « vulgaire » du kenjutsu, développée par les maîtres japonais du ninjutsu (ou shinobi-ho), et qui inclut des techniques « originales » mais d'une efficacité redoutable — parfois au détriment de l'aspect esthétique.

## Les différenteskoryūdekenjutsu
Le kenjutsu est aujourd'hui vivant au sein de koryū (écoles traditionnelles anciennes) qui enseignent tant au Japon que, depuis peu, ailleurs dans le monde et particulièrement en Europe. Que le kenjutsu soit vivant nous ferait presque comprendre qu'il soit très varié au point de pouvoir avancer qu'il y ait plusieurs kenjutsu. Mais le sens japonais d'un même principe commun aux kobudo les poussent à penser que « les katas permettent de trouver la voie qui elle-même transcende toutes les règles et que de ce point de vue, il n'existe pas de différences fondamentales entre les écoles de kenjutsu ». Enseigner le kenjutsu d'une koryū signifie impérativement pouvoir faire état d'une autorisation du grand maître à divulguer un enseignement limité. La transmission de l'intégralité des connaissances est réservée aux  menkyo kaiden, le niveau le plus élevé de l'école avant la grande maîtrise. De nombreux grands maîtres incarnent l'authenticité de la transmission et la vérité du sabre japonais. Certains voyagent en Europe afin de préserver la qualité de ce qui y est étudié. Il s'agit d'une ouverture progressive encouragée par le sérieux des élèves.
La très grande majorité des koryū intègre une étude du sabre, même si leur arme d'étude principale est autre, par exemple le jō (bâton) ou la kusarigama (chaîne-faucille). Chaque arme doit savoir réagir face au katana qui est l'arme principale des samouraïs et aussi face aux doubles sabres.

### Leskoryūau Japon
Liste des koryū de kenjutsu de la Nihon Kobudo Kyokai établie par Guy Buyens en février 2009
1. Bokuden-ryu Kenjutsu (卜傳流剣術)
2. Mizoguchi-ha Itto-ryu Kenjutsu (溝口派一刀流剣術)
3. Hokushin Itto-ryu Kenjutsu (北辰一刀流剣術)
4. Kashima Shinto-ryu Kenjutsu (鹿島新當流剣術)
5. Kogen Itto-ryu Kenjutsu (甲源一刀流剣術)
6. Tenshin Shoden Katori Shinto-ryu Kenjutsu (天真正伝香取神道流剣術)
7. Tatsumi-ryu Heiho (立身流兵法)
8. Kashima Shinden Jikishinkage-ryu (鹿島神傳直心影流)
9. Ono-ha Itto-ryu Kenjutsu (小野派一刀流剣術)
10. Shindo Munen-ryu Kenjutsu (神道無念流剣術)
11. Kurama-ryu Kenjutsu (鞍馬流 剣術)
12. Tennen Rishin-ryu Kenjutsu (天然理心流剣術)
13. Yagyu Shinkage-ryu Heiho Kenjutsu (柳生新陰流兵法剣術)
14. Shingyoto-ryu Kenjutsu (心形刀流剣術)
15. Shojitsu Kenri Kataichi-ryu Kenjutsu (初實剣理方一流剣術)
16. Hyoho Niten Ichi-ryu Kenjutsu[12] (兵法二天一流剣術)
17. Noda-ha Niten Ichi-ryu Kenjutsu (野田派ニ天一流剣術)
18. Unko-ryu Kenjutsu (雲弘流剣術)
19. Taisha-ryu Kenjutsu (タイ捨流剣術)
20. Jigen-ryu Hyoho Kenjutsu (示現流兵法剣術)
21. Nodachi Jigen-ryu Kenjutsu (野太刀自顕流剣術)
22. Hayashizaki Muso ryu iaijutsu (林崎夢想流居合術)
23. Muso Jikiden Eishin-ryu Iaijutsu (無雙直傳英信流居合術)
24. Tamiya-ryu Iaijutsu (田宮流居合術)
25. Suio-ryu Iai Kenpo (水鷗流 居合 剣法)
26. Hoki-ryu Iaijutsu (伯耆流 居合術)
27. Enshin-ryu Iai Suemonogiri Kenpo (円心流居合据物斬剣法)
28. Kanshin-ryu Iaijutsu (貫心流居合術)
29. Shojitsu Kenri Kataichi-ryu Katchu Battojutsu (初実剣理方一流甲冑抜刀術)
30. Kanemaki-ryu Battojutsu (鐘捲流抜刀術)
31. Sekiguchi-ryu Battojutsu (関口流抜刀術) Jikishin Kage-ryū
32. Takeda Ryu Nakamura Ha (武田リュ中村ハ)

### Leskoryūen France

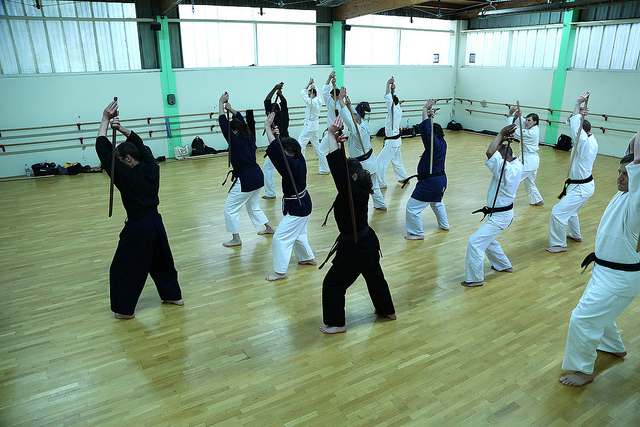
Stage, Saint-Brice sous Forêt, Val-d'Oise, France.

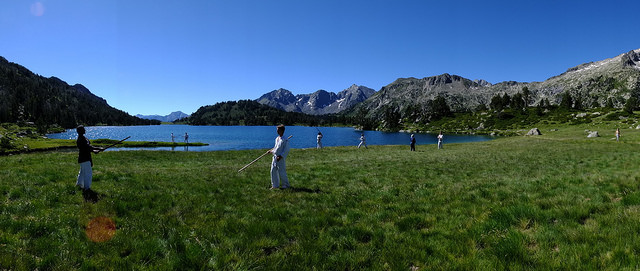
Pratique en altitude ou Yama Keiko, Vielle-Aure, Hautes-Pyrénées, France.

Liste non exhaustive des écoles traditionnelles japonaises d'armes représentées en France :
1. Hyoho Niten Ichi Ryu[13] (兵法二天一流剣術), école de kenjutsu : itto (sabre long), kodachi (sabre court), nito (2 sabres), bō (bâton), jitte (brise-lame) ; représentant français : Nguyen Thanh Thiên.
2. Muso Shinden Ryu[14] (無雙直傳英信流居合術) école de iaï : (art de dégainer le sabre).
3. Negishi-ryû – Shirai-ryû[15] (根岸流 - 白井流) école de lancer de petites lames : shuriken ; représentant français : Pierre Iwao Simon.
4. Shinto Muso Ryu[16] (神道夢想流) école de bâton court : jō.
5. Suiō-ryu[17] (水鷗流 居合 剣法) école de kenjutsu, iaï, kusarigama : sabre, faucille avec chaîne ; représentant français : Joan Cresp.
6. Takeda Ryu Nakamura Ha (武田流中村派), école de iaï : art de dégainer le sabre.
7. Tatsumi-ryû heihô[18] (立身流兵法) école de kenjutsu : sabre ; représentant français : Pierre Iwao Simon.
8. Tenshin Shōden Katori Shintō-ryū[19] (天真正伝香取神道流剣術) école de kenjutsu, iaï, bojutsu : sabre, bâton, lance, fauchard, etc. ; représentant français : Jean Paul Blond.
9. Toda-ha Bukô-ryû[20] (戸田派武甲流) école de kenjutsu : sabre ; représentant français : Pierre Iwao Simon.
10. Yagyu Shingan-ryu Katchu Heiho[21] (柳生心眼流甲胄兵法), école de jujutsu, sabre ; représentant français : Philippe Barthélémy.
11. Jikishinkage ryu (鹿島神傳直心影流) représentant français A. Schneider (Shinada Hattori) élève de Roshi Omori Sogen

### Leskoryūen Belgique
Liste non exhaustive des écoles traditionnelles japonaises d'armes représentées en Belgique :
1. Hontaï Yoshin Ryu[22] (本體楊心流柔術), représentant belge : Guy Buyens.
2. Muso Jikiden Eishin Ryu[23] (無雙直傳英信流居合術).
3. Takeda Ryu Nakamura Ha (武田リュ中村ハ), école de iaï : (art de dégainer le sabre).

### Leskoryūau Québec
Liste non exhaustive des écoles traditionnelles japonaises d'armes représentées au Québec :
1. Hyoho Niten Ichi Ryu[24], représentant québécois : Maxime Chouinard.
2. Tenshin Shōden Katori Shintō-ryū[25], représentant québécois : Pierre Rousseau.

### Leskoryūen Suisse
Liste non exhaustive des écoles traditionnelles japonaises d'armes représentées en Suisse romande :
1. Tenshin Shōden Katori Shintō-ryū[26], représentant suisse : Charles Favre.

## Figures célèbres
1. Tsukahara Bokuden
2. Hayashizaki Jinsuke Minamoto no Shigenobu
3. Iizasa Ienao
4. Ito Ittosai
5. Kamiizumi Ise-no-kami Fujiwara no Hidetsuna
6. Mima Yoichizaemon Kagenobu
7. Miyamoto Musashi
8. Saito Hajime mort en 1915
9. Takagi Shigetoshi

## Éléments de technique
Avec un katana, la coupe se fait uniquement avec les dix premiers centimètres de la lame, partie appelée monouchi (物打), littéralement « objet qui frappe ». Lorsqu'il est manié seul (cas général), le katana se tient à deux mains ; l'exception la plus notable est l'école Hyoho Niten Ichi Ryu, où l'on utilise simultanément les deux sabres.
Les koryū transmettent un savoir qui ne se dévoile que très progressivement et parcimonieusement à l'élève. Chacune préserve ses caractéristiques à tel point qu'en parler de manière générale est illusoire. Les détails qui suivent sont donnés à titre indicatif. Le seul moyen de parler en connaissance de cause est de pratiquer dans une koryū et, si possible, avoir accès à l'enseignement du grand maître. Encore, cela ne suffit pas. Une saisie du sabre ne se dévoile qu'au bout de décennies d'exercice. Les fondements se révèlent en fin de course, fondements au sens de premières bases techniques mais aussi de principes essentiels.
Si un certain nombre de techniques ont été perdues avec la disparition de certaines écoles, il faut cependant rappeler que l'ambition et le devoir de ces écoles sont de transmettre leurs connaissances à la génération suivante. Les rouleaux internes de l'école certifient la validité et la totalité de cette transmission. Afin de célébrer cette pérennité, les koryū de la Nihon Kobudo Kyokai se réunissent régulièrement pour des démonstrations attestant de la vitalité de leur étude et de leur art, notamment chaque année, au temple shinto de Itsukushima sur l'île de Miyajima et dans d'autres manifestations. Il existe des techniques communes aux nombreuses écoles de kenjutsu mais aucune n'est identique aux autres malgré les similitudes.

### Relation esprit/technique
Selon la pensée extrême orientale, le ki est le souffle-énergie qui s'amalgame en matière, vivant et action et se sublime en principes et voies. Ainsi, les techniques sont un mélange de l'énergie du fondateur de la koryū et sont pleinement réalisées en approchant l'esprit même du fondateur. Technique et esprit sont deux versants d'une même réalité. Ces deux aspects sont unis en la personne du sōke par excellence et du pratiquant par l'effort. La Suio Ryu détient une tradition ancienne qui rapporte ceci : « L’art du sabre vient des ascètes de la montagne. L’essence de notre tradition, et l’obtention d’une position inattaquable, consistent à abattre nos adversaires alors que le sabre est encore au fourreau, étouffant leurs actions et remportant la victoire sans sortir le sabre. Quand vous êtes engagé dans le combat, détachez-vous de toute pensée de victoire ou d’échec, parvenez à un esprit pur et libre et unifiez-vous avec les dieux. »

### Équipement
L'entraînement ou keiko se fait avec les armes en bois, bokken ou shoto. Dans les katas opposant le sabre long ou court à d'autres armes, on utilise aussi des bâtons longs ou courts, bō ou jō, une chaîne lestée avec une faucille (kusarigama) ou un fauchard (naginata), etc. Le choix des armes dépend du contenu de l'enseignement de l'école et du niveau atteint par l'élève. En démonstration ou embu, certaines koryū continuent d'employer les armes en bois et d'autres passent aux lames en métal.
La tenue vestimentaire varie selon les koryū, certaines ne donnant pas d'indication et d'autres recommandant une mise particulière.
Quelques écoles travaillent avec des protections très limitées, Maniwa Nen Ryu ou Ittō-ryū par exemple.

### Gardes (kamae) ou non-garde
- La garde, ou kamae (構え?) en japonais, est une position du corps correspondant au début ou à la fin d'une coupe. C'est logiquement une position d'attente en début de combat[30]. Selon certaines écoles, le combattant doit s'attacher[31] à ne montrer aucune intention. Pour Musashi, il faut avoir une seule intention : « pourfendre ». Il recommande même d'utiliser le stratagème de paraître « endormi ». Dans certains enseignements, lors du combat, le combattant s'attache à garder sa rectitude (shisei) afin d'être toujours équilibré ; de même, les gardes se font à gauche (hidari) et à droite (migi), de manière symétrique à l'exception de la position des mains sur la poignée (tsuka) qui ne varie pas. Toutefois, dans la Hyoho Niten Ichi Ryu, Hidari Wakigamae ou garde à droite n'est pas symétrique à Migi Wakigamae au nito seiho. On voit par ces exemples qu'il n'y a pas un enseignement unique mais une réelle autonomie des savoirs incarnés par le sōke de chaque école.
- Certaines écoles ne considèrent pas le kamae comme faisant partie de leur enseignement, notamment la Yagyu Shinkage Ryu[32].

Encore une fois, il est juste de rappeler que les koryū n'ont de référence pour elles-mêmes que la pratique de leur fondateur et l'évolution de leur école. Il y a certes des similitudes mais surtout des exceptions puisque chacune suit sa propre règle.

#### Typologie des 5 gardes principales
1. Seigan no gamae : l'escrimeur est de face, le sabre pointé devant lui ; si l'on poursuit la courbe de la lame, la courbe passe entre les deux yeux de l'adversaire, le sabre est ainsi à une hauteur moyenne (chūdan) ; cette garde permet de frapper d'estoc (tsuki) ou bien de changer de garde pour effectuer une coupe (« armer » le coup) ;
2. Hassō-no-kamae : le sabre est tenu lame vers le haut, la poignée (tsuka) au niveau de l'épaule ; il est prêt à frapper en diagonale vers le bas (kesa giri) ;
3. Jōdan no gamae : le sabre est tenu au-dessus de la tête (position haute, jōdan), lame pointant vers le haut, prêt à frapper de haut en bas (shōmen) ;
4. Gedan no gamae : le sabre est tenu pointe en bas, la poignée au niveau du bassin (position basse, gedan), prêt à frapper en diagonale vers le haut (gyaku kesa giri).
5. Waki-no-kamae : le sabre est tenu horizontalement, au niveau du ventre, la pointe dirigée sur le côté :
  1. Pour la garde à gauche (hidari waki no gamae), le pied gauche est reculé, et du fait de la position des mains sur la poignée (tsuka), le poignet droit couvre le poignet gauche ;
  2. Pour la garde à droite (migi waki no gamae), le pied droit est reculé.

L'orientation du plan de la lame (hasuji) est capitale. Lorsque l'on est en garde, le sabre doit pouvoir couper sans qu'il soit besoin de faire pivoter la lame ; la lame est déjà dans le plan de coupe lorsque l'on est en garde.

### Les déplacements
Le déplacement du corps est aussi essentiel car il permet de passer d'une garde à une autre, d'une situation à une autre, d'une réponse à une autre. La manière de poser le pied ou de le lever, d'opérer un pivot ou de reculer sont autant de signatures d'une école de sabre. Les déplacements donnent une juste idée de la maîtrise du pratiquant car, par eux, on aboutit à la véritable liberté de mouvement. Musashi insiste sur les différentes façons de se mouvoir le sabre en main dans le Gorin no sho.
Le Katori Shinto Ryu possède sa manière qui est distincte de celle de la Hyoho Niten Ichi Ryu.

### Tenue du sabre

#### Évolution du sabre
Au cours de l'histoire, les armes ont évolué — entraînant l'évolution conjointe de la tenue du sabre — sur les variables suivantes :
- Longueur et poids des armes

1. Lourdes aux époques de guerres sur champ de bataille à cause des armures à transpercer, avec port de gants (kote) ;
2. Légères en période de paix, lames plus fines.

- Les progrès de la métallurgie — forge et alliages — qui modifièrent les sabres ;
- l'évolution des techniques de combat au sein des koryū[35]

#### Variations autour de la saisie
On remarque que les écoles anciennes koryū, telles que la Katori shinto ryu ou la Take no uchi, ont des saisies différentes — saisie naturelle, comme s'il s'agissait d'un œuf pour la Katori et plus forte, comme une saisie de hache de bucheron pour la dernière — des pratiques codifiées plus récemment telles que Muso shinden ryu ou la Jikiden ryu.[réf. souhaitée]

### Coups

#### Typologie des 5 coups principaux
1. Tsuki[36] : coup d'estoc.
2. Shōmen : coupe du haut vers le bas, men désignant la tête.
3. Kesa giri : coupe en biais de haut en bas, tranchant de la base du cou aux côtes flottantes de l'autre côté ; on parle parfois de yokomen, « côté de la tête ».
4. Gyaku kesa giri (kesa giri inversée ») : coupe diagonale de bas en haut ; elle part d'une garde gedan no gamae.
5. Yoko guruma (« roue latérale »), ou do giri (coupe de la cuirasse), ou encore ichimonji (le sabre a un mouvement similaire au pinceau écrivant le kanji « 一 », ichi) : coupe horizontale au niveau du ventre.

#### Parades et contres
La notion de parade est très différente de la notion européenne. En effet, en kenjutsu, on ne cherche pas à bloquer la lame (à l'exception des techniques d'arrêt : domaru waza ou uchi dome), car cela l'émousserait et risquerait de la briser, ou bien on risquerait de la lâcher. La défense consiste plutôt à « recevoir » la lame de l'adversaire (ukeru), c'est-à-dire à esquiver le coup tout en mettant sa lame au contact de celle de l'attaquant, afin de la contrôler et que celui-ci ne puisse pas frapper à nouveau ; les deux lames glissent l'une contre l'autre.
Les écoles qui se réclament du gonosen, l'esprit de répondre à l'attaque, recherchent à avancer dans l'attaque de telle manière que cela soit une esquive, mais on avance en premier et on esquive en second dans une seule et même action.
Dans la logique japonaise, les noms des techniques ne décrivent pas une forme mais plutôt un principe de combat (de même qu'un kanji peut avoir plusieurs sens).

## Les arts inspirés dukenjutsu
- Les  créations modernes ne font pas partie de fait du courant kenjutsu.
- Cependant, certains maîtres dont  Mochizuki Minoru sensei et  Yoshio Sugino sensei[38] pour le Katori Shinto Ryu ou Inaba  sensei pour le Kashima Ryu ont pratiqué le kenjutsu dans une koryū pour ensuite intégrer cette étude du sabre dans un gendai budo. Cette démarche possède sa légitimité sans remplacer le courant central de la koryū historique.
- Un développement récent du kenjutsu a abouti à la création du kendo. Sa principale influence est le Ittō-ryū de la famille Ono appelée Ono-Ha Ittō-Ryū, représentée aujourd'hui par le grand maître Sasamori Takemi sōke.
- Il a également été d'une importance fondamentale dans la genèse de l’aikido ; une forme de kenjutsu, inspirée du Kashima-shinryū, est pratiquée par les aikidokas sous la dénomination aiki-ken.
- L’aïkibudo transmet le Katori Shinto Ryu issu de Sugino sensei.
- L'art du sabre comprend également deux autres volets d'étude :
  - l'art de dégainer (iai) et frapper dans le même mouvement : iaijutsu dont une évolution a abouti au iaido ;
  - l'entraînement aux coupes sur des bottes de bambou (ou éventuellement des carcasses d'animaux) : batto do, tameshi giri (ce dernier terme désignant le test de la lame).